# اولگا کنستانتینوای روسیه
اولگا کنستانتینوای روسیه (به یونانی: Όλγα) (۳ سپتامبر ۱۸۵۱ – ۱۸ ژوئن ۱۹۲۶) همسر جرج اول یونان، ملکه یونان و برای مدت کوتاهی در سال ۱۹۲۰ نایب‌السلطنه آن کشور بود.
اولگا عضوی از دودمان رومانوف بود. پدر و مادر او دوک بزرگ کنستانتین نیکولایویچ و الکساندرای زاکسه-آلتنبورگ و پدربزرگ پدری‌اش نیکلای یکم روسیه بودند. کودکی او در سن پترزبورگ، لهستان و شبه‌جزیره کریمه گذشت. او در سال ۱۸۶۷ در سن ۱۶ سالگی با جرج اول ازدواج کرد.
بعد از ترور همسرش در ۱۹۱۳، اولگا به روسیه بازگشت. در زمان جنگ جهانی اول او بیمارستانی نظامی در کاخ برادرش برپا کرد. در پی انقلاب روسیه سال ۱۹۱۷ بلشویک‌ها مانع خروج او از روسیه شدند تا نهایتاً با دخالت سفارت دانمارک موفق به فرار به سوییس شد. با توجه به برکناری کنستانتین اول یونان و تبعید خانواده سلطنتی یونان، اولگا نمی‌توانست به یونان بازگردد.
در اکتبر ۱۹۲۰ در پی بیماری نوه‌اش الکساندر، اولگا به آتن بازگشت. در پی درگذشت الکساندر و تا بازگشت کنستانتین به سلطنت در ماه بعد، اولگا نایب‌السلطنه یونان شد. بعد از شکست یونان در جنگ با ترکیه، خانواده سلطنتی مجدداً از یونان تبعید شدند و اولگا سال‌های پایانی عمر خود را در بریتانیا، فرانسه و ایتالیا گذراند.
اولگا در ۱۸ ژوئن ۱۹۲۶ درگذشت. در ابتدا جسد او در فلورانس ایتالیا دفن شد. در پی احیای سلطنت در یونان در سال ۱۹۳۵، جسد اولگا به یونان منتقل شد و در ۱۷ نوامبر ۱۹۳۶ در گورستان سلطنتی کاخ تاتوی در شمال آتن دفن شد.